# Arisaema schimperianum
Arisaema schimperianum — многолетнее травянистое клубневое растение, вид рода Аризема (Arisaema) семейства Ароидные (Araceae).

## Ботаническое описание
Травянистые растения до 2 м высотой.
Клубень от дискообразного до сжато-шаровидного, до 5 см в диаметре и более.

### Листья
Листьев 2—3. Черешки в основании вложенные во влагалища, расположенные внахлёст и формирующие ложный стебель длиной до 75 см и более, со свободной частью 5—40 см длиной. Листовая пластинка пальчатораздельная, в очертании округлая; листочки в числе (5)9—15, почти равные по размеру, обычно от узкоээлиптических до узколанцетовидных, изредка овальные, 4,5—27 см длиной и 1—9 см шириной, в основании клиновидные, на вершине заострённые, по краям обычно мелкозубчатые с заострёнными зубцами до 2 мм длиной, изредка цельные; боковые листочки косоовальные, 17—18 см длиной, 5—10 см шириной.

### Соцветия и цветки
Соцветие по высоте равно или выше листьев. Цветоножка со свободной частью 9—35 см длиной, зелёная. Покрывало 8—31 см длиной. Трубка от цилиндрической до узко-обратноконической, не сжатая или едва сжатая на вершине, 3—12 см длиной и 0,8—3 см в диаметре, снаружи зелёная с продольными полосками вдоль жилок от белых до жёлтых. Пластинка продолговато-ланцетовидная, иногда овальная, 5—21,5 см длиной, 1—5 см шириной, короче или длиннее трубки, иногда с очень длинным нитевидными окончанием, зелёная, иногда пурпурово-коричневая.
Початок обычно однополый, изредка двуполый, 3,8—12,8 см длиной, немного длиннее трубки. Придаток от цилиндрического до конического 2—9 см длиной, 0,2—1,4 см в диаметре, в основании суженный, иногда на ножке до 1 см длиной, на вершине округлённый, от бледно-зелёного до желтовато-зелёного. Мужской початок: более-менее сидячий, мужская зона полуцилиндрическая, 1,4—4,3 см длиной, 0,4—0,8 см в диаметре; цветки более-менее редкие. Женский початок: более-менее сидячий, женская зона постепенно сужающаяся квверху, 3—5 см длиной, 1,2—1,3 см в диаметре; цветки от тесно расположенных до более-менее редких. Синандрий состоит из двух — трёх тычинок; пыльники вскрывающиеся полукруглыми наклонными верхушечными разрезами. Завязь яйцевидная, 3—4,5 мм длиной, зелёная, с семяпочкой 2—2,5 мм в диаметре, сужающаяся в короткий столбик; рыльце головчатое, беловатое.

### Плоды
Плоды — ягоды 0,5—0,8 мм в диаметре, зелёные с желтоватыми полосками, при созревании алые, с 3—4 семенами.
Семена 4 мм в диаметре.

## Распространение
Встречается в Африке (Заир, Эфиопия, Судан, Уганда).
Растёт в редких лесах или на лесных окраинах, изредка как эпифит, продолжая расти на земле после падения дерева, на высоте 1800—2800 м над уровнем моря. Не образует больших зарослей.